# تخته‌شاخک‌ها
تخته‌شاخک‌ها (نام علمی: Lamellibrachia) نام یک سرده از خانواده کرم‌های ریشدار است.